# 松原亨
松原 亨（まつばら こう、1967年 - ）は、日本の雑誌編集者。

## 経歴
東京都に生まれる。1986年福岡県立修猷館高等学校を経て、1991年早稲田大学政治経済学部卒業。
1991年マガジンハウスに入社。1992年から男性ファッション雑誌『POPEYE』の編集に携わり、ファッション、音楽、インテリアなどを担当。2000年から暮らしのデザイン誌『Casa BRUTUS』創刊に参加。「ケース・スタディ・ハウス」「イサム・ノグチ」「安藤忠雄とメキシコへ。ルイス・バラガンを巡る旅」「アップルは何をデザインしたのか」など、幅広いテーマの特集を編集者として担当し、2012年編集長に就任。2018年『POPEYE』編集長に就任。2020年Webマガジン『colocal』編集長に就任し、日本のローカルカルチャーに関わるメディアの制作・運用に従事。